# Oleksijewo-Druschkiwka
Oleksijewo-Druschkiwka (ukrainisch Олексієво-Дружківка; russisch Алексеево-Дружковка Alexejewo-Druschkowka) ist eine Siedlung städtischen Typs im Osten der ukrainischen Oblast Donezk mit etwa 3000 Einwohnern.

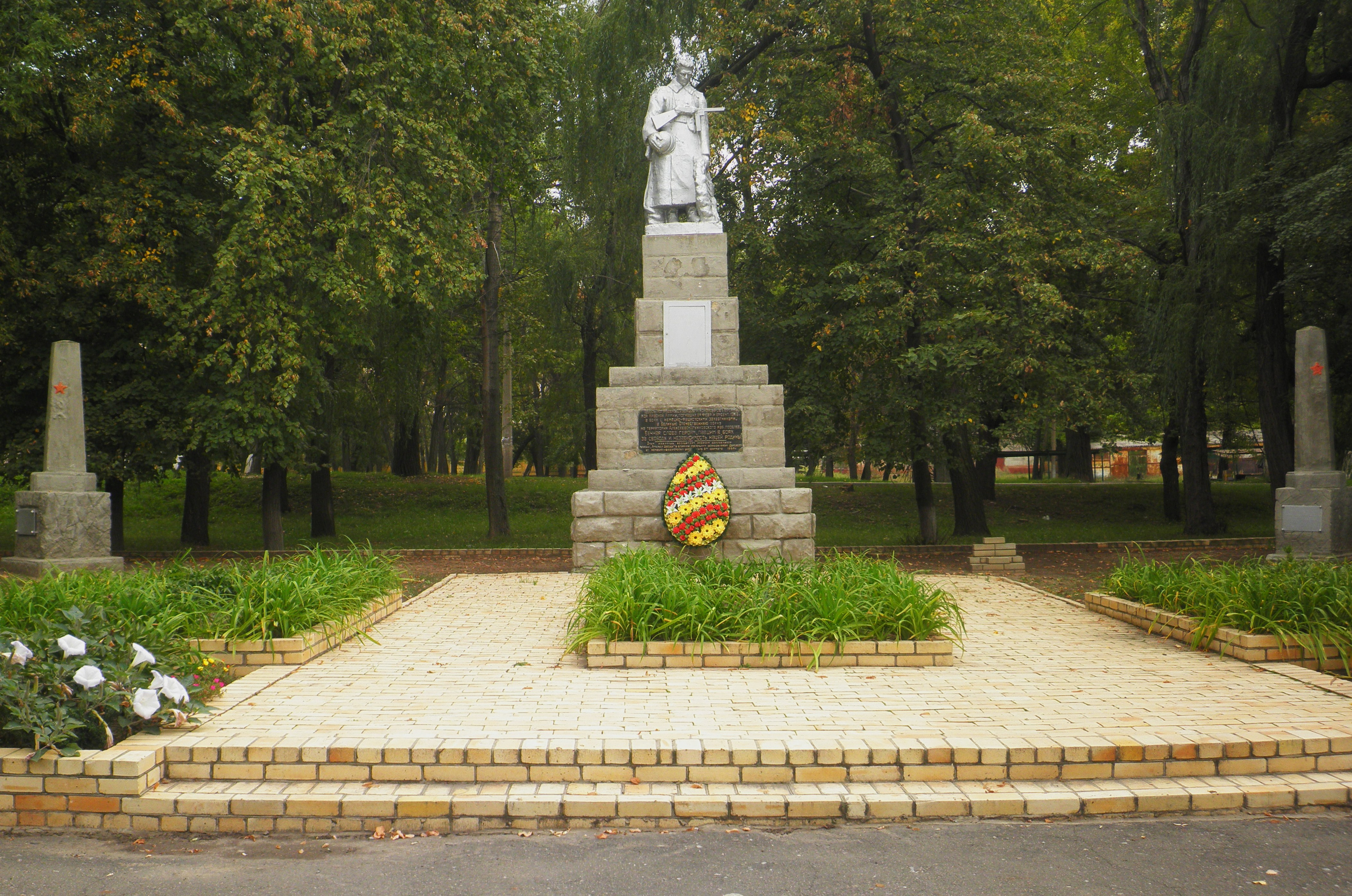
Kriegerdenkmal im Ort

Die Ortschaft liegt am Ufer des Krywyj Torez etwa 10 km südöstlich der Stadt Druschkiwka und 84 km nördlich von Donezk. Durch die Siedlung verläuft die Fernstraße N 20.
Oleksijewo-Druschkiwka ist seit 1938 eine Siedlung städtischen Typs.
Am 12. Juni 2020 wurde die Siedlung ein Teil neugegründeten Stadtgemeinde Druschkiwka, bis dahin bildete sie die gleichnamige Siedlungsratsgemeinde Oleksijewo-Druschkiwka (Олексієво-Дружківська селищна рада/Oleksijewo-Druschkiwska selyschtschna rada) als Teil der Stadtratsgemeinde von Druschkiwka.
Am 17. Juli 2020 wurde der Ort ein Teil des Rajons Kramatorsk.

## Söhne und Töchter der Stadt
- Maria Schockel-Rostowskaja (1914–nach 1974), Bildhauerin
- Natalija Kočergina (* 1985), litauische Skilangläuferin und Biathletin